# Зенитна часовна активност
Зенитна часовна активност или фреквенца или ЗХР (од енгл. ZHR - Zenithal Hourly Rate) представља број метеора које би видео посматрач за сат времена посматрања под „савршеним“ условима ако би радијант метеорског роја био у зениту. Под „савршеним условима“ се подразумева да нема облачности, а да посматрачев вид и небо обезбеђују да гранична магнитуда буде 6,5.
Да би се израчунао ЗХР, након посматрања је потребно извршити корекције за дужину трајања посматрања (скалирањем на 1 сат), облачност, граничну магнитуду и висину радијанта.

## Израчунавање
ЗХР се израчунава по следећој формули:
{\displaystyle {ZHR}={\frac {F*C*K*N}{T}}}
где су:
- – корекција за облачност (израчунава се као 1/облачност);
- – корекција за граничну магнитуду посматрача и у зависности од тога да ли је мања или већа од 6,5, рачуна се као (lm – гранична магнитуда; r – популациони индекс):
  - {\displaystyle C=r^{6,5-lm};\,\,lm<6,5}
  - {\displaystyle C=r^{1-(lm-6,5)};\,\,lm>6,5};
- = 1/sin (A) где је A висина радијанта над хоризонтом;
- – број метеора избројаних током времена T (време исказано у сатима).

Стандардна грешка ЗХРа се најчешће рачуна као {\displaystyle \Delta {ZHR}={\frac {ZHR}{\sqrt {N}}}}.
Број виђених метеора, осим што смањује грешку мерења, води и прецизније израчунатом популационом индексу.
Код метеорских ројева код којих се јавља пљусак метеора, али у току времена краћег од једног сата (оштар максимум) или ако су временски услови јако лоши, користи се очекивани ЗХР (енгл. estimated ZHR, EZHR), који је мање прецизна величина. Тако је ЕЗХР Драконида 2005. износио више од 700, а α-Ауригида 2007. око 130.